# Historia del cálculo

Arquímedes utilizó el método de agotamiento para calcular el área dentro de un círculo

El cálculo, originalmente llamado cálculo infinitesimal, es una disciplina matemática centrada en los límites, la continuidad, las derivadas, las integrales y las series infinitas. Muchos elementos del cálculo aparecieron en la antigua Grecia, luego en China y Medio Oriente, y aún más tarde en la Europa medieval y en la India. El cálculo infinitesimal fue desarrollado a finales del siglo XVII por Isaac Newton y Gottfried Wilhelm Leibniz de forma independiente. Una discusión sobre la prioridad condujo a la controversia del cálculo de Leibniz-Newtonque continuó hasta la muerte de Leibniz en 1716. El desarrollo del cálculo y sus usos dentro de las ciencias han continuado hasta nuestros días.
Recientemente, se ha desarrollado el Cálculo Fraccional de Conjuntos (en inglés, Fractional Calculus of Sets o FCS) como una metodología derivada del Cálculo Fraccional. Esta metodología, mencionada por primera vez en el artículo "Sets of Fractional Operators and Numerical Estimation of the Order of Convergence of a Family of Fractional Fixed-Point Methods", tiene como objetivo caracterizar y organizar los elementos del cálculo fraccional mediante el uso de conjuntos, aprovechando la variedad de operadores fraccionales disponibles en la literatura.
Actualmente, el cálculo fraccional carece de una definición unificada de lo que constituye una derivada fraccional. En consecuencia, cuando no es necesario especificar explícitamente la forma de una derivada fraccional, típicamente se denota de la siguiente manera:
Los operadores fraccionales tienen varias representaciones, pero una de sus propiedades fundamentales es que recuperan los resultados del cálculo tradicional a medida que {\displaystyle \alpha \to n}. Considerando una función escalar {\displaystyle h:\mathbb {R} ^{m}\to \mathbb {R} } y la base canónica de {\displaystyle \mathbb {R} ^{m}} denotada por {\displaystyle \{{\hat {e}}_{k}\}_{k\geq 1}}, el siguiente operador fraccional de orden {\displaystyle \alpha } se define utilizando notación de Einstein:
Denotando {\displaystyle \partial _{k}^{n}} como la derivada parcial de orden {\displaystyle n} con respecto al componente {\displaystyle k}-ésimo del vector {\displaystyle x}, se define el siguiente conjunto de operadores fraccionales:

## Etimología
En educación matemática, el cálculo denota cursos de análisis matemático elemental, que se dedican principalmente al estudio de funciones y límites. La palabra cálculo en latín significa "pequeño guijarro" (el diminutivo de calx, que significa "piedra"), un significado que aún persiste en la medicina: (Cálculo renal). Debido a que tales guijarros se usaban para contar distancias, contar votos y hacer  aritmética con ábacos, la palabra llegó a significar un método de cálculo. En este sentido, se usó en inglés al menos desde 1672, varios años antes de las publicaciones de Leibniz y Newton.
Además del cálculo diferencial y el cálculo integral, el término también se usa ampliamente para nombrar métodos específicos de cálculo. Ejemplos de esto incluyen el cálculo proposicional en lógica, el cálculo de variaciones en matemáticas, el cálculo de procesos en computación y el cálculo feliz en filosofía.